# 彭倫
彭倫，明朝軍事將領。
最初擔任湖廣永定衛指揮使，累功至都指揮同知。成化初年，跟從趙輔平定大藤峽民變，后晉升爲都指揮使，守備貴州等地，平定當地苗族民變。次年改右參將，仍然鎮守清浪，并繼續平息當地苗族民變。隨後進為都督僉事。弘治四年，以老致仕。